# Talbot
Talbot foi originariamente uma marca de automóveis britânica utilizada para comercializar modelos da Clément-Bayard.  Fundada em 1903 por Charles Chetwynd-Talbot, a empresa começou a comercializar as unidades produzidas na França como Clément-Talbot, e posteriormente começou a montá-los no Reino Unido e vendê-los como Talbot.

## A era Chrysler
Após a guerra, apenas a vertente francesa Talbot-Lago continuou em produção, sendo comprada pela Simca em 1958. 
Em 1967 a Chrysler comprou a Rootes, antiga dona da Talbot, e a fundiu com a Simca para formar a Chrysler Europe. Essas operações societárias culminaram com a produção de modelos como o Talbot 1510 e o Talbot Solara. 

## A era Peugeot
Em 1978, a Peugeot comprou a Chrysler Europe e ressuscitou a marca Talbot, a qual foi utilizada até 1986 para automóveis de passeio e até 1992 para utilitários.

## Modelos

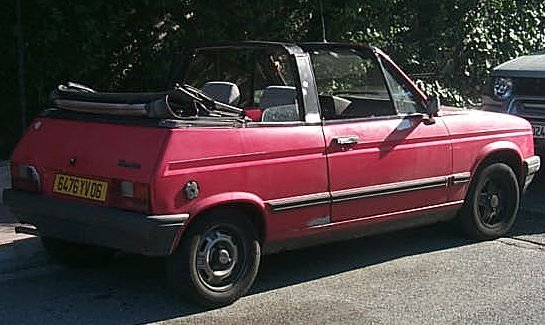
Talbot Samba

- Talbot 1510
- Talbot Sunbeam
- Talbot Samba
- Talbot Avenger
- Talbot Horizon
- Talbot Alpine
- Talbot Solara
- Talbot Tagora
- Talbot Minx
- Talbot Rapier